# أولاد أزمام (أولاد زمام)
أولاد أزمام هي إحدى مشيخات المملكة المغربية، تتبع جغرافيا لإقليم الفقيه بن صالح وإداريًا لأولاد زمام. يقدر عدد سكانها بـ 10932 نسمة حسب الإحصاء الرسمي للسكان والسكنى لسنة 2004.